# Джиммі Лай
Лай Чі-ін (кит.: 黎智英, нар. 8 грудня 1947), також відомий як Джиммі Лай, — гонконзький бізнесмен і політик. Він заснував азійський бренд одягу Giordano, медіакомпанію, зареєстровану в Гонконгу — Next Digital (раніше Next Media), і популярну газету Apple Daily . Він є одним із головних учасників табору прихильників демократії, особливо Демократичної партії. Хоча Лай є відомим як політичний діяч Гонконгу, він є громадянином Великобританії з 1996 року. Лай також є колекціонером мистецтва.
Відомий критик Комуністичної партії Китаю Лай був заарештований 10 серпня 2020 року поліцією Гонконгу за звинуваченням у порушенні нового закону про національну безпеку країни, що викликало широку критику. 12 серпня Лая було звільнено під заставу, але 3 грудня його звинуватили в шахрайстві та скасували звільнення під заставу. Суд вирішив ув'язнити Лая до квітня 2021 року, що стало першим його затриманням. Лай вважав своє ув'язнення «вершиною свого життя».
У грудні 2020 року Репортери без кордонів нагородили Лая «Нагородою за свободу преси» за його роль у заснуванні Apple Daily, інформаційного видання під про-демократичним керівництвом Лая, яке «досі наважується відкрито критикувати китайський режим і широко висвітлювало останній річні продемократичні протести». 29 грудня Лай пішов у відставку з посади директора та голови правління Next Digital.
У квітні 2021 року його додатково засудили до 14 місяців колонії за організацію незаконних акцій протесту.

## Раннє життя
Лай народився в Кантоні (Гуанчжоу), Китай, 8 грудня 1947 року. У віці 12 років він прибув до Гонконгу як безбілетний пасажир на човні. Після прибуття Лай почав працювати дитячим робітником на швейній фабриці за зарплату в еквіваленті 8 доларів США на місяць. Лай — практикуючий католик.

## Заснування Giordano
Працюючи на заводі, Лай піднявся до посади директора. У 1975 році Лай використав свій річний бонус на акціях Гонконгу, щоб зібрати гроші та придбати збанкрутілу швейну фабрику Comitex, на якій він почав виробляти светри. Клієнтами були JC Penney, Montgomery Ward та інші роздрібні торговці США.
Винагороджуючи продавців фінансовими стимулами в Гонконзі, він перетворив мережу в роздрібну мережу по всій Азії. Кажуть, що Giordano має понад 8000 співробітників у 2400 магазинах у 30 країнах.
Після того, як у 1990-х він залишив швейну промисловість і пішов у ЗМІ та політику, Лай зберіг Comitex як підставну компанію. Після арешту відповідно до Закону про національну безпеку в серпні 2020 року, Лай намагався продати свої активи в Гонконгу, включаючи весь поверх промислового центру Tai Ping. Нинішнім власником майна є Comitex Knitters Ltd.  Comitex разом з іншими приватними компаніями, контрольованими Лаєм, були фінансовими інструментами для його політичної діяльності та пожертвувань.

## Публікації
Лай започаткував філософію, орієнтовану на читача, за допомогою папараці-журналістики в Гонконзі на основі таких публікацій, як USA Today і The Sun. Його бестселери Next Magazine і Apple Daily представляли суміш яскравих таблоїдних матеріалів і новин, орієнтованих на масовий ринок, з великою кількістю кольорів і графіки, що приваблює широке коло читачів, деякі з яких також є критиками Лая та його ідеології.

### Видання Гонконгу
Завдяки протестам і бійні на площі Тяньаньмень 1989 року Лай став прихильником демократії та критиком уряду Китайської Народної Республіки. Він почав видавати журнал Next Magazine, який поєднував бульварну сенсаційність із жорсткою політичною та діловою звітністю. Він заснував інші журнали, зокрема Sudden Weekly (忽然一週), Eat & Travel Weekly (飲食男女), Trading Express/Auto Express (交易通/搵車快線) і орієнтований на молодь Easy Finder (壹本便利).
У 1995 році, коли наближалася передача Гонконгу, Лай заснував Apple Daily, газетний стартап, який він профінансував на 100 мільйонів доларів США власних грошей. Тираж газети зріс до 400 000 примірників до 1997 року, що стало другим за величиною серед 60 інших газет Гонконгу. За словами Лая, він прагнув зберегти свободу слова в Гонконзі через Apple Daily. На додаток до сприяння демократії, публікації Лая часто тріпали пір'я колег-гонконгських магнатів, викриваючи їхні особисті недоліки та стосунки з місцевою владою.
У 2003 році, напередодні рекордних продемократичних протестів у Гонконзі в липні, на обкладинці журналу Next Magazine був фотомонтаж, на якому головний виконавчий директор цієї території Тун Чі-Хва бере пиріжок в обличчя. Журнал закликав читачів вийти на вулиці, поки Apple Daily розповсюджувала наклейки із закликом до Тунга піти у відставку.
У 2006 році Sudden Weekly та журнал Next займали перше та друге місце за тиражем на журнальному ринку Гонконгу. Apple Daily стала газетою № 2 у Гонконгу.
У 2020 році Лай запустив англійську версію Apple Daily .

### Видання Тайваню
Лай запустив тайванські видання Next Magazine у 2001 році та Apple Daily у 2003 році, зіткнувшись із серйозними конкурентами, які докладали значних зусиль, щоб перешкодити йому. Конкуруючі видавці змушували рекламодавців бойкотувати, а розповсюджувачів — не здійснювати доставку додому. Його офіси на Тайвані неодноразово зазнавали вандалізму. У міру того як видання виросли до найбільшої читацької аудиторії у своїй категорії, рекламні бойкоти припинилися.
У жовтні 2006 року Lai запустив Sharp Daily (Шуан Бао китайською), безкоштовну щоденну газету, орієнтовану на працівників Тайбея. Компанія також запустила Me! Журнал на Тайвані.
Під час створення найпопулярнішої газети Тайваню Apple Daily та журналу Next Magazine пишні публікації Лая були описані як такі, що мали великий вплив на досі стійку медіакультуру країни.

## Інші компанії
У 1997 році Лай вклав капітал за свою сестру-близнюка Сі Вай, щоб придбати численні об'єкти нерухомості в регіоні Ніагара-он-зе-Лейк, на півдні Онтаріо. Група компаній Lais тепер володіє додатковими об'єктами нерухомості в Каледоні, Онтаріо та Йорданії, Онтаріо. Лай залишається власником, незважаючи на його арешт.

### Закон про національну безпеку та арешти
30 червня 2020 року парламент Китаю прийняв закон про національну безпеку Гонконгу в обхід законодавчої ради Гонконгу. До прийняття закону Лай назвав його «посмертним дзвоном для Гонконгу» і стверджував, що він знищить верховенство права на території.
10 серпня 2020 року Лай був заарештований у себе вдома за ймовірну змову з іноземними силами (злочин згідно з новим законом про національну безпеку), а також за шахрайство. Інші співробітники Next Digital також були заарештовані, а поліція обшукала будинок Лая та його сина. Пізніше вранці приблизно 200 поліцейських Гонконгу провели обшук в офісі Apple Daily в Tseung Kwan O Industrial Estate, вилучивши близько 25 коробок матеріалів. HSBC пішов на поступки, щоб заморозити його банківський рахунок.
Після арешту Лая 11 серпня ціна акцій Next Digital зросла на 331 відсоток. Заставу було встановлено у 300 000 гонконгських доларів (приблизно 38 705 доларів США), із заставою 200 000 гонконгських доларів (прибл. 25 803 долари США). Apple Daily повідомила, що було надруковано понад 500 000 примірників його газети наступного дня, що в п'ять разів перевищує звичайну кількість. На першій сторінці Apple Daily було зображено Лая в наручниках із заголовком: «Apple Daily має боротися далі».
10 грудня 2022 року Лай був засуджений до п'яти років і дев'яти місяців і 2 мільйонів гонконгських доларів штрафу у справі про шахрайство.

## Нагороди
У червні 2021 року Лай отримав нагороду Gwen Ifill Press Freedom Award 2021 від Комітету захисту журналістів, а в грудні того ж року, разом із співробітниками закритого Apple Daily, нагороду «Золоте перо свободи» від Всесвітньої асоціації газет і видавці новин . Себастьян Лай отримав останню нагороду від імені свого ув'язненого батька.
У квітні 2022 року Лай був серед п'яти громадян Гонконгу, номінованих на Нобелівську премію миру за те, що «поставив на карту свою свободу».
У травні 2022 року Лай отримав почесний ступінь Католицького університету Америки за його віру та рішення залишитися в Гонконзі, щоб боротися за демократію. Через його поточне ув'язнення нагороду прийняв син Лая, Себастьєн.